# Jiangling Motors

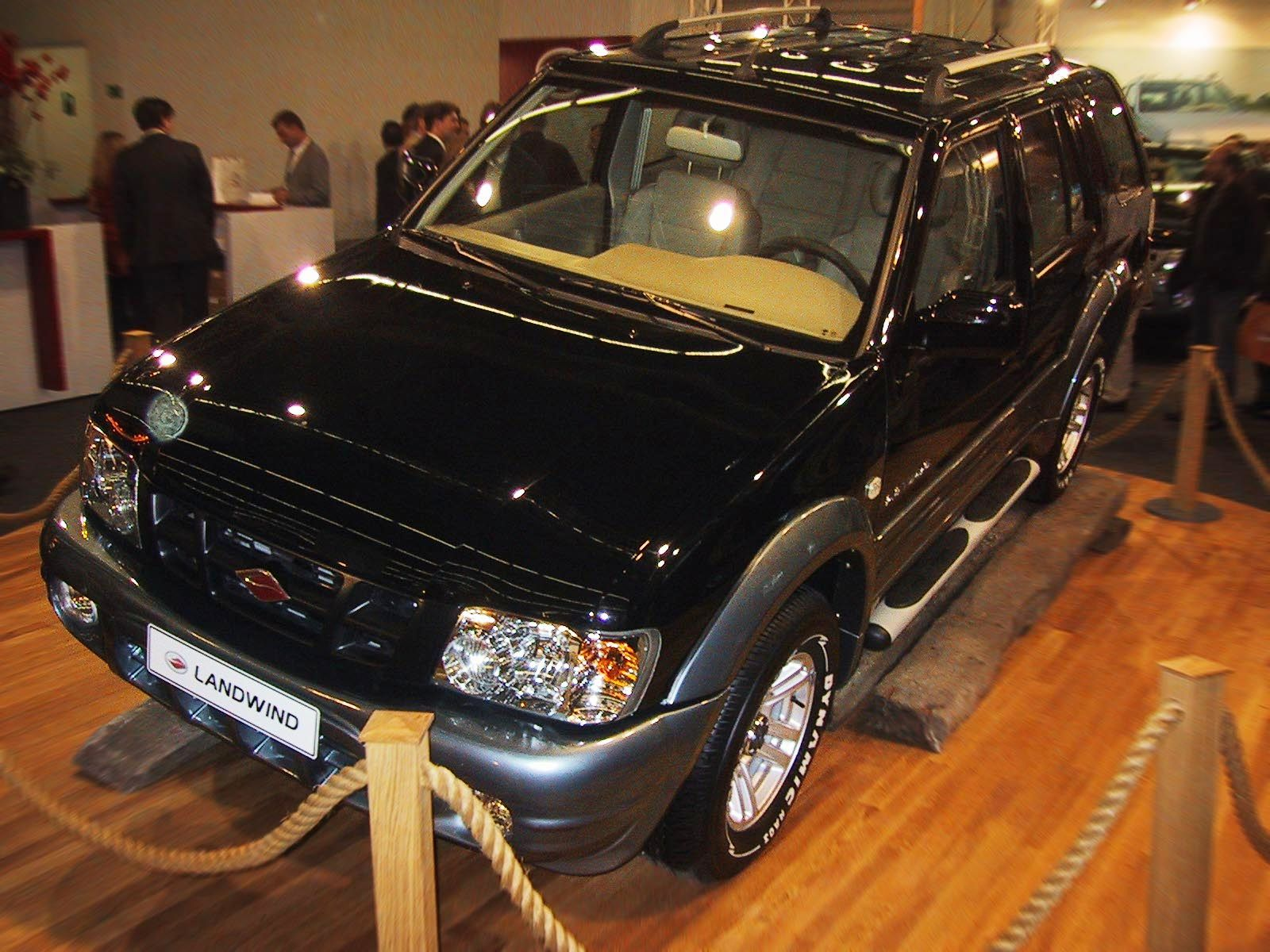
Jiangling Landwind X6

Jiangling Motors Co., Ltd. (JMC, chinesisch 江陵汽車股份有限公司 / 江铃汽车股份有限公司, Pinyin jiānglíng qìchē gǔfènyǒuxiàngōngsī) ist ein Fahrzeughersteller mit Sitz in Nanchang (China). Der amerikanische Hersteller Ford ist derzeit mit 32 % an Jiangling Motors beteiligt. Weitere 41,03 % gehören der Jiangling Motors Holding, die als Joint Venture wiederum jeweils zu 50 Prozent der
Jiangling Motors Company (Group) und der Chongqing Changan Automobile Company gehört.

## Geschichte
Das Unternehmen wurde 1993 gegründet und ging 1995 eine strategische Partnerschaft mit Ford ein.

## Modelle
Zu den ersten produzierten Fahrzeugen gehörte ab 1997 der Ford Transit, von dem bis 2013 bereits 7 Millionen Exemplare gebaut worden waren. Ebenso werden der Ford Everest (seit 2014) und der Ford Tourneo produziert.
Mit dem SUV Jiangling Landwind bot der Hersteller ab 2005 erstmals ein Fahrzeug in Europa an, welches jedoch aufgrund sehr schlechter Crashtest-Ergebnisse nur sehr niedrige Verkaufszahlen lieferte. Inzwischen ist Landwind ein eigener Markenname von Jiangling, unter dem weitere Modelle entstanden sind, die auch auf verschiedenen europäischen Märkten angeboten werden.
Eine weitere Marke des Herstellers is Yu Sheng.
Die Verkaufserlöse der Jiangling Motors Group haben sich im Jahr 2010 auf 27 Milliarden Yuan (3,4 Mrd. €) belaufen.
Für die Weiterentwicklung des Unternehmens investiert Jiangling Motors Group im Zeitraum 2011–2014 in der Xiao Lan Economic Development Zone in Nanchang in der chinesischen Provinz Jiangxi fünf Milliarden Yuan in insgesamt elf Projekte. Im Jahr 2020 verkaufte Landwind lediglich noch 258 Fahrzeuge, 2021 dann gar keine mehr.

### Marke JMC und Jiangling
Die Marke Jiangling wird seit 2002 für Nutzfahrzeuge verwendet.
- JMC Baodian (Pick-up)
- JMC BaoWei (Geländewagen auf Basis des älteren Isuzu Rodeo)
- JMC Qingka (Lizenzbau dreier verschiedener Isuzu-Lkw)
- JMC Transit (Kleinbus, von Ford und JMC gemeinsam entwickelt)
- JMC Light Truck (Klein-Lkw)
- JMC Yunba (Van)
- JMC Vigus (Pick-up)

### Marke Landwind
- Landwind Forward (Kleinwagen mit Stufenheck)
- Landwind Rongyao (viertüriges Sport Utility Vehicle)
- Landwind X2 (viertüriges Sport Utility Vehicle)
- Landwind X5 (viertüriges Sport Utility Vehicle)
- Landwind X6/GS6/Fitch (viertüriges Sport Utility Vehicle; baugleich mit dem Isuzu Rodeo)
- Landwind X7 (viertüriges Sport Utility Vehicle)
- Landwind X8 (viertüriges Sport Utility Vehicle)
- Landwind X9 (zweitüriges Sport Utility Vehicle; baugleich mit dem Isuzu Rodeo Sport)
- Landwind Xiaoyao (viertüriges Sport Utility Vehicle)
- Landwind GS6 (Sport Utility Vehicle für den US-Markt und den Nahen Osten)
- Landwind CV9 (Van, zeitweise auch Landwind fashion genannt)

### Marke Yu Sheng
Die Marke Yu Sheng (Eigenschreibweise auch YuSheng) wird seit 2010 für Personenkraftwagen verwendet.
- Yu Sheng S330 (viertüriges Sport Utility Vehicle)
- Yu Sheng S350 (viertüriges Sport Utility Vehicle)